# Великие Долины
Великие Долины (укр. Великі Долини) — село в Рава-Русской городской общине Львовского района Львовской области Украины.
Население по переписи 2001 года составляло 181 человек. Занимает площадь 5,3 км². Почтовый индекс — 80320. Телефонный код — 3252.